# Andżelina Biełakowska
Andżelina Biełakowska, ros. Ангелина Белаковская, ang. Anjelina Belakovskaia (ur. 17 maja 1969 w Odessie) – ukraińska szachistka, reprezentantka Stanów Zjednoczonych od 1994, arcymistrzyni od 1993 roku.

## Kariera szachowa
W 1990 zdobyła tytuł drużynowej mistrzyni świata studentów, reprezentując Związek Radziecki. W 1991 startowała w rozegranym w Leningradzie turnieju strefowym (eliminacji mistrzostw świata). W tym samym roku po raz pierwszy zagrała w Stanach Zjednoczonych, w turnieju World Open w Filadelfii. Trzy lata później na arenie międzynarodowej reprezentowała już barwy tego kraju, należąc do ścisłej czołówki amerykańskich szachistek. W 1995 brała udział w rozegranym w Kiszyniowie turnieju międzystrefowym, zajmując miejsce w połowie stawki liczącej 52 zawodniczki. Trzykrotnie (1995, 1996, 1999) zdobyła tytuły indywidualnej mistrzyni Stanów Zjednoczonych, była również wicemistrzynią kraju (1997). Pomiędzy 1994 a 1998 trzykrotnie (w tym dwa razy na I szachownicy) uczestniczyła w szachowych olimpiadach. Była również trzykrotną mistrzynią Nowego Jorku. W 1999 zakończyła profesjonalną karierę szachową.
W 1993 zagrała epizodyczną rolę w filmie Szachowe dzieciństwo.
Najwyższy ranking w karierze osiągnęła 1 stycznia 1998, z wynikiem 2385 punktów dzieliła wówczas 32-35. miejsce na światowej liście FIDE, jednocześnie zajmując 3. miejsce (za Jeleną Donaldson-Achmyłowską i Iriną Lewitiną) wśród amerykańskich szachistek.

## Edukacja i życie zawodowe
W Odessie ukończyła Akademię Rolniczą z dyplomem w dziedzinie rachunkowości i księgowości. Po emigracji pracowała w branży walutowej. W 1999 rozpoczęła studia na Uniwersytecie Nowojorskim, które ukończyła w 2001 z tytułem magistra matematyki finansowej. Aktualnie jest agentem (ang. Real Estate Agent) w branży nieruchomości.